# El Palmar, Hueyapan de Ocampo
El Palmar är en ort i Mexiko.   Den ligger i kommunen Hueyapan de Ocampo och delstaten Veracruz, i den sydöstra delen av landet, 500 km öster om huvudstaden Mexico City. El Palmar ligger 168 meter över havet och antalet invånare är 347.
Terrängen runt El Palmar är kuperad åt nordost, men åt sydväst är den platt. Runt El Palmar är det ganska tätbefolkat, med 54 invånare per kvadratkilometer. Närmaste större samhälle är El Aguacate, 5,6 km öster om El Palmar. Omgivningarna runt El Palmar är en mosaik av jordbruksmark och naturlig växtlighet.